# Вальтер Шмідт (офіцер СС)
Вальтер Шмідт (нім. Walter Schmidt; 28 січня 1917, Бауцен — 28 липня 2000, Бремен) — німецький офіцер Ваффен-СС, оберштурмбаннфюрер СС, кавалер Лицарського хреста Залізного хреста з Дубовим листям.

## Ранні роки
Вальтер Шмідт народився 28 січня 1917 року в місті Бауцен в родині чиновника кримінальної поліції. 5 січня 1933 року вступив до молодіжної організації НСДАП «Гітлерюгенд». 9 листопада 1934 року Шмідт вступив в НСДАП (партійний квиток № 5 274 485) і СС (службове посвідчення № 311 100).
В квітні 1935 року Вальтер поступив на службу в частини посилення СС і був зарахований в штандарт СС «Германія». У 1938 році закінчив юнкерське училище СС в Бад-Тельці. 9 листопада 1938 року Вальтер став унтерштурмфюрером СС. Був ад'ютантом 2-го штурмбанну свого штандарта.

## Друга світова війна
Вальтер Шмідт взяв участь у Польській, Французькій кампаніях і в боях на Східному фронті. З листопада 1940 був командиром 13-ї роти моторизованого полку СС «Нордланд» моторизованої дивізії СС «Вікінг». З 1 серпня 1942 року був ад'ютантом 10-го панцергренадерського полку СС «Вестланд».
27 січня 1943 року був призначений командиром 2-го батальйону 10-го панцергренадерського полку СС «Вестланд». Відзначився в боях під Ковелем у квітні 1944 року. 14 травня 1945 року був нагороджений Дубовим листям до Лицарського хреста Залізного хреста.
З квітня 1945 року був командиром 96-го гренадерського полку СС «Нібелунген» у складі 38-ї гренадерської дивізії СС «Нібелунген». 8 травня 1945 року здався американським військам.

## Життя після війни
До 1948 року перебував в американському полоні. Після звільнення жив у Західній Німеччині. Вальтер Шмідт помер 28 липня 2000 року в місті Бремен.

## Звання
- Унтерштурмфюрер СС (9 листопада 1938)
- Оберштурмфюрер СС (1 липня 1940)
- Гауптштурмфюрер СС (30 січня 1942)
- Штурмбаннфюрер СС (9 листопада 1944)
- Оберштурмбаннфюрер СС (березень 1945)

## Нагороди
- Німецький кінний знак в бронзі
- Німецька імперська відзнака за фізичну підготовку в бронзі
- Спортивний знак СА
- Йольський свічник
- Медаль «За вислугу років у СС» 4-го ступеня (4 роки)
- Залізний хрест
  - 2-го класу (20 вересня 1939)
  - 1-го класу (14 вересня 1941)
- Нагрудний знак «За танкову атаку» в сріблі (20 липня 1940)
- Штурмовий піхотний знак в бронзі (20 лютого 1942)
- Медаль «За зимову кампанію на Сході 1941/42» (8 вересня 1942)
- Нарукавний знак «За знищений танк»
- Німецький хрест в золоті (9 квітня 1943) як гауптштурмфюрер СС і командир II батальйону 10-го панцергренадерського полку СС «Вестланд»
- Нагрудний знак «За поранення»
  - в сріблі (20 квітня 1943)
  - в золоті
- Нагрудний знак ближнього бою
  - в бронзі (15 травня 1943)
  - в сріблі (1944)

- Лицарський хрест Залізного хреста з Дубовим листям
  - Лицарський хрест (4 серпня 1943) як гауптштурмфюрер СС і командир II батальйону 10-го панцергренадерського полку СС «Вестланд»
  - Дубове листя (№479) (14 травня 1944) як гауптштурмфюрер СС і командир II батальйону 10-го панцергренадерського полку СС «Вестланд»